# Pardosa uncifera
Pardosa uncifera este o specie de păianjeni din genul Pardosa, familia Lycosidae, descrisă de Schenkel, 1963. Conform Catalogue of Life specia Pardosa uncifera nu are subspecii cunoscute.